# Amou Haji
Amou Haji o Amoo Hadji (Dezh Gah, Província de Fars, Iran, 20 d'agost de 1933 - Farashband, Iran, 23 d'octubre de 2022) va ser un iranià que vivia al poble de Dejgah, a la província de Fars al sud de l'Iran.
Segons l'agència de notícies IRNA de l'Iran i els principals llocs de notícies d'Internet, feia més de 80 anys i no s'havia dutxat d'ençà que tenia 20 anys. El seu estil de vida poc comú va fer que Haji es convertís gairebé en un esdeveniment turístic. Tant va ser així, que milers de turistes el visitarien i publicaven vídeos del seu peculiar comportament. Fins i tot va ser el protagonista d'un documental filmat el 2013 anomenat "L'estranya vida d'Amou Haji".
Va morir mesos després de prendre el primer bany en 60 anys. Segons sembla, Amou Haji es va enfrontar a contratemps emocionals en la seva joventut que el van portar a gairebé deixar de banyar-se. Malgrat el títol que ostentava, no va ser inclòs en el Guinness World Records.
Haji vivia en condicions nòmades, en barraques fetes pels vilatans, i fumava a pipa amb fem d'animals. Anteriorment, l'últim rècord mundial de més temps sense dutxar-se el va tenir un indi, Kailash Singh, de 66 anys, que feia més de 38 anys que no es dutxava.